# 民办小报
民办小报，是中国新闻传播史上最先出现的非官方的报纸，以刊载新闻和事实性政治材料为主，不定期，没有报头和固定的名称，也并非出于一家一人之手，而是时人对这种类型的民办报纸的习惯称呼，以此区别于官报。民间新闻以首都为主要活动的中心，它报道的大多是朝廷不予公开，人们无法得知的内部消息；其主要特点为及时迅速。

## 诞生
据推测，民办小报出现于北宋初年，即11世纪初叶。它的诞生，从一开始就带有悲剧色彩，总是以非法，非常的面目出现，又总是被定性为“肆毁时政，摇动众情”、“传播差除皆出伪妄”、“造谣欺众”、“诳惑群听，乱有传播”、“撰造无根之言”，不具权威性，又为当政者忌讳，多处于被禁、“地下”状态，所以历代小报发展都十分曲折。

## 特点
小报的制作和传播诸要点：
- 传播者：邸吏、政府机关中的小吏，或相关的人。
- 信息源:主要是官员泄露的、道听图说的，甚至杜撰的。
- 内容：主要是官报没有报道的事，或先于官报报道官员的事，新鲜、内幕、独家，“新而好奇”。
- 读者：是政府衙门中的官员（还有是大夫知识分子），他们也充当了传播渠道，经过不止一级传播（主要是人际间的交流）。
- 传播效果：往往超出了官报，时效强、传播快、传播面较广，很受社会欢迎。而且有官报小报混淆的情况，所以有时借了官报的权威性。正因为其影响广泛，所以受到历代当政者“重视” 、屡禁，却又屡禁不止。
- 发布小报的目的：活动利润，谋取生计。而政府部门的消息灵通人士也从提供新闻中获私利。可以说，民间报纸从一开始就是商业化的，即使在封建自然经济状态下的中国也不例外。

小报还第一次与“新闻”一词联系在一起。“新闻”一词最早出现与唐代，指的是生活中的奇闻异事。但第一次与报纸联系起来，金鱼宋理宗端平三年（公元1236年）赵升《朝野类要》一书：
其有所谓内探、省探、衙探之类皆私哀小报，率有泄漏之禁，故隐而号之日新闻。
文中“内”，始皇帝住处或办公处；“省”为尚书省、中书省、门下省等中央级机关；“衙”即省级以下的政府机关。“探”即探听、访录新闻的人，各层“民间记者”主要是由下级官员担任，担忧隐秘的色彩。
小报被称为新闻，主要因为其特点：它报道的大多是朝廷不予公开、人们无法得知的内部消息；它报道及时迅速。这也是“新闻”之特点。

## 发展
明代中叶以后，首都北京的民间新闻传播活动逐渐活跃，而且出现了公开的民间的报房和从事抄报工作的专门行业。早期的民办包房估计是从官方的提塘报房分离出来的。这些民间报房是为了“博锱铢之利”，也就是说以盈利为目的的。“抄报行”成为社会的一种专业，还得到了官家的减免税得待遇。
明代的民间包房的官方消息来源，仍然是六科，或来自提塘报房，而提塘报房的消息还是来自六科。所以官报、民包的官方消息，内容基本一致，两类报纸也都混成为邸报。大概也因此民间的报纸为官方认同接受。民间保方除发型邸报外，因为他们掌握多方面的信息，所以还从事报录，印卖缙绅录、鼎甲单，出版临时性的小本报贴，目的是以信息换取报酬，增加收入。报录很常见，是派人持报贴到当事人家吏报告升官中举之类的喜讯，从而获些赏钱。明代这些民间报房，基本还是手抄，本身商品性成都并不高，业给明代萌芽状态的资本主义经济发展提供更多的经济信息。
清代的民间报房主要集中在北京，它们的鼎盛时期在乾隆、嘉庆、道光、成丰、同治、光绪这六朝。开始时事从一部分提塘报房中逐渐分离出来的，又来逐渐独立成为民间私设报房。经营方面，民间保商业化程度不断提高，但内容没有太大的变化，形式上也很简陋，基本上是官报的翻版。京报以盈利为目的，报费是它们的主要收入。手抄时期，报费较贵，一般大约每月为一两二钱。大量刻印之后，每月报费仅需2钱，后来调整到300文，也就是每份10文。从报费这一点课件发达的技术使报纸有可能走向大众。原先京报还按篇幅大小制定价格，光绪30年，北京各报房经过协商，还以行业的名义定了一个统一的报价，这个价格一直维持到清王朝结束。
京报的总发行数，手抄时期只有数百本。刻印后价格下降、销量激增，最多时估计总数在1万份左右。京报实行的是直接送到订户。送报的都是山东人（因为早期开设包房的多为山东人），光绪31年他们大约有200人，都背着蓝布报囊，囊上钉有白布，上写“京报”二字。他们有自发的行规，各走各的路，同报馆的人不许越界送报，也常为此打架甚至聚殴。他们送报的路非常重要，自己老了可以传给儿子，外人想接必须钱买这条道，叫做“倒道”。外地的京报订户，整批发售，进的如天津是隔五天派送一次，远的省份捎书信、代寄包囊、代购物件、代送银两等副业，生意越做越大。这从侧面反映了报房业务的发展，以及新闻业与经济、社会生活的关系。
清代的提塘报房业曾经发行过一种小报，又称小抄，刊载的主要是提塘官们和提塘报房的工作人员自行采录得消息，目的是为該省的官员们提供更多的朝廷消息。这些小报，主要见于清初的顺治、康熙、雍正、乾隆四朝，开始是公开存在的，算是官报的一种补充。康熙末年曾以上谕的方式禁止小报的发行，未有效果。雍正、乾隆两朝一再查处以后，才被完全禁止。

## 影响
民间报纸是对古代新闻传播的一项重要贡献。
民间小报突破了官方对新闻传播活动的垄断和封锁，打破了封建官报舆论一元化的局面。满足了一部分政治官员和士大夫知识分子对时政信息的需求，增加了他们议论朝政的资料和机会。
强大的封建统治政治最终还是遏制了新闻事业的发展，新闻传播业在产生后的长达1000多年里未能有质的进步，直到清末近代化新式报纸出现，旧式的报房京报才走完了自己的历史。